# Polestar 3
Polestar 3 är en eldriven SUV som Volvo Personvagnars dotterbolag Polestar presenterade den 12 oktober 2022. Bilen ska börja tillverkas i Kina 2023 och i USA året därpå.

## Polestar 3
Polestar 3 bygger på bilplattformen SPA2, som även används av Volvos eldrivna XC90-efterträdare Volvo EX90 samt kommande ES90. Bilen har två elmotorer, en på vardera hjulaxeln. Räckvidden anges till 610 km och priset startar på 970 000 SEK.

## Prestanda och Räckvidd
Polestar 3 finns i 2 utföranden. Båda motoralternativen kommer som fyrhjulsdrift som standard.
- Long Range Dual Motor
- Long Range Dual Motor med Performance-paketet

Long Range Dual Motor: har en räckvidd på upp till 610km och gör 0 – 100 km/h på 5,0 sekunder. Motorn levererar en effekt 360 kW / 489 hk och 840 Nm.
Long Range Dual Motor med Performance-paketet har en räckvidd upp till 560 km och gör 0 – 100 km/h på 4,7 sekunder. Motorn levererar en effekt 380 kW / 517 hk och 910 Nm. 
Båda motoralternativen har en toppfart på 210 km/h och har en dragvikt på 2 200 kg.
Polestar 3 har den längsta vinterräckvidden enl. Norges Automobilforbund.